# Partulina crassa
Partulina crassa foi uma espécie de gastrópodes da família Achatinellidae. Foi endémica dos Estados Unidos da América.